# Pannonica de Koenigswarter
Kathleen Annie Pannonica Rothschild de Koenigswarter (10 de diciembre de 1913 – 30 de noviembre de 1988) fue una mecenas del jazz y el bebop, y escritora inglesa. Descendiente de la dinastía financiera Rothschild, es conocida por haber renunciado a una vida de privilegios y sustituir la alta sociedad a la que pertenecía por apoyar a una retahíla de brillantes músicos negros ambulantes.

## Primeros años
Kathleen Annie Pannonica Rothschild nació en diciembre de 1913 en Londres, siendo la hija menor de Charles Rothschild y de su esposa, la baronesa húngara Rózsika Edle von Wertheimstein, hija del barón Alfred von Wertheimstein del condado húngaro de Bihar. Nació en una rama de la familia más rica del mundo de la época. Su abuelo paterno era Nathan Rothschild, primer barón Rothschild. Creció en la mansión de Tring Park y en la mansión de Waddesdon, entre otras casas familiares. El nombre "Pannonica" (acortado a "Nica" como apodo) deriva de la llanura panónica de Europa del Este. Su amigo Thelonious Monk dijo que se llamaba así en honor a una especie de mariposa que había descubierto su padre, aunque su sobrina nieta ha descubierto que el origen del nombre es una especie rara de polilla, Eublemma pannonica. Era sobrina de Walter Rothschild, segundo barón Rothschild, y su hermano Victor Rothschild se convirtió en el tercer barón Rothschild. (Según la página web thepeerage.com, se le concedió el rango de hija de barón el 15 de marzo de 1938). Su hermana mayor fue la zoóloga y escritora Miriam Rothschild.
Desde niña habitó en grandes mansiones rebosantes de obras de arte. Vivió en un mundo de amor, frecuentado por potentados miembros de la casa, intelectuales, bomberos, políticos y hombres de mundo. Su padre, Charles, se suicidó en 1923, tras años de sufrir síntomas de enfermedad mental, cuando Nica tenía apenas 9 años de edad. Nica creció en Francia y comenzó a estudiar pintura en Múnich en 1931. Tras la toma del poder por los nazis, interrumpió sus estudios y volvió a abandonar Alemania en 1933. 

## Matrimonio
Se casó el 15 de octubre de 1935 con Jules de Koenigswater. Nica se convirtió en noticia, se informó del acontecimiento en el New York Times bajo el titular “Boda Mi$$ Rothschild”. Al regreso de su luna de miel se instalaron en París mientras buscaban una casa de campo a las afueras. En Francia se sintió atraída por un pelotón de soldados afroamericanos conocido por el sobrenombre de Harlem Hell Fighters, de los cuales muchos de ellos terminaron cubriendo la gran demanda de músicos negros en los escenarios de pequeños clubs nocturnos. París brindó a Nica la posibilidad de escuchar a Coleman Hawkins, Dizzy Gillespie, Charlie Parker y Duke Ellington, entre otros. A finales de 1935 Nica se quedó embarazada. Tres años después daría a luz a su segundo hijo. 
En 1935, se casó con el diplomático francés Barón Jules de Koenigswarter, más tarde héroe de la Francia Libre. En 1937, se mudaron el Château d'Abondant, un castillo del siglo XVII en el noroeste de Francia que compraron a la familia del banquero estadounidense Henry Herman Harjes (que había adquirido el castillo en 1920 a la duquesa de Vallombrosa). Nica trabajó para Charles de Gaulle durante la Segunda Guerra Mundial.  

### Participación en el ejército de la Francia libre
Nica se alistó en el ejército de la Francia Libre para luchar contra el nazismo durante la II Guerra Mundial. Se había rehusado a participar en la ofensiva aliada contra los alemanes en África, pero se incorporó clandestinamente para luchar junto a su marido. La guerra trajo consigo una suspensión de sus deberes matrimoniales y familiares, pero se las arregló para enviar a sus hijos de Francia a Estados Unidos, desplazándose en secreto a través de los continentes.
Su hermano Victor trabajó simultáneamente como mensajero personal de Winston Churchill en los Estados Unidos, donde, como pianista clásico ya formado, recibió clases de piano de Teddy Wilson. Fue Wilson quien puso a Nica en contacto con las tendencias contemporáneas del jazz estadounidense, en particular a través de una grabación de la suite Black, Brown and Beige de Duke Ellington y de 'Round Midnight' de Thelonius Monk. De joven, ya conocía y amaba numerosos discos de jazz de la extensa colección de su padre y asistía con su hermano a los conciertos de Benny Goodman, poco frecuentes en Inglaterra. 
Durante la guerra acompañó a su esposo al África Ecuatorial Francesa, donde se desarrolló su interés por la cultura africana, y trabajó para al Francia Libre como decodificadora, conductora de ambulancias y vehículos militares, y locutora de radio en Radio Brazzaville.: 113 Sus misiones como combatiente activa la llevaron a la colonia de la Costa de Oro, al Congo, a Nigeria, a Egipto, a Libia, a Túnez, a Italia y a Francia, entre otros lugares. Al final de la guerra fue condecorada como teniente por los ejércitos aliados.

## Posguerra
Tras la guerra la familia Rothschild se vio afectada económicamente debido al excesivo número de pérdidas bancarias. Además a los Rothschild franceses les habían requisado un número significativo de bienes, primero por los nazis y después los franceses de Vichy. Un inventario de las obras de arte sustraídas a importantes familias judías de 203 procedencias distintas, que abarcan hasta el 13 de julio de 1944, revela lo siguiente: a los Rothschild se les requisó 3978 obras de arte. 
Una vez terminada la guerra Nica se había trasladado a vivir con Jules a París, después se iría a África y más tarde a Noruega, y dos años después de ocupar el puesto de Oslo como embajador, su carrera llevó a la familia a México. En esta época Nica desempeñó una labor de protocolo como esposa del embajador. Pannonica se interesó por el jazz gracias a su hermano Victor, que también era un entusiasta, pero fue en México, escuchando una grabación de Black, Brown and Beige de Duke Ellington, cuando se dio cuenta de que tenía que entrar de alguna manera en el mundo de la música de jazz, Durante su estancia en México, Nica encontraba cada vez más excusas para ausentarse de casa y más razones para escaparse a Nueva York, donde se encontraban los círculos más importantes del jazz y blues. En un viaje determinado, en una breve visita al pianista Teddy Wilson, escuchó una pieza musical que dio un vuelco definitivo a su vida, 'Round Midnight, del entonces desconocido Thelonious Monk. Después de escucharla veinte veces seguidas Nica perdió su avión de regreso a México y no regresó nunca más a casa.

### Vida en Nueva York
Nica se separó de Jules en 1951 y se trasladó a la ciudad de Nueva York, alquilando una suite en el Hotel Stanhope, un suntuoso establecimiento en el límite de Central Park en Nueva York, y dejando atrás a cinco hijos. Como resultado de su separación, Koenigswarter fue desheredada por su familia, los Rothschild. La pareja finalmente se divorció en 1956. Nica frecuentaba clubs donde se reunía junto con artistas y músicos importantes, como Jackson Pollock o Willem de Kooning. El jazz pasaría a ser el principal pilar de la vida de Nica. En 1958, compró una casa en Weehawken, Nueva Jersey, con vistas al horizonte de Manhattan, construida originalmente para el director de cine Josef von Sternberg. Al principio, Monk llamó a esta casa Catsville (villa de los gatos), como una manera de referirse a otros músicos de jazz, pero con el tiempo Nica empezó a llenar la casa de gatos, llegando a tener cientos de ellos, por lo que la casa es conocida como Catshouse (casa de gatos). 

## Mecenas del Jazz
En Nueva York, Nica se convirtió en amiga y mecenas de grandes músicos de jazz, organizando sesiones de improvisación en la suite de su hotel, llevándoles a menudo en su auto Bentley cuando necesitaban que les llevaran a los conciertos, así como ayudándoles a veces a pagar el alquiler, a comprar comida o visitándoles en el hospital. Aunque no era música, a veces se la llama "baronesa del bebop" o "baronesa del jazz" por haber patrocinado a Thelonious Monk y Charlie Parker, entre otros. Tras la muerte de Parker en sus habitaciones del Stanhope en 1955, la administración del hotel le pidió a de Koenigswarter que se marchara; se trasladó al Hotel Bolivarl: 184  en el 230 de Central Park West, un edificio conmemorado en la composición de Thelonious Monk de 1956 "Ba-lue Bolivar Ba-lues-are".
Conoció a Thelonious Monk a través de la pianista y compositora de jazz Mary Lou Williams en París, mientras asistía al "Salon du Jazz 1954". A partir de ese momento la vida de Nica dio un vuelco al ganarse la amistad de Thelonious Monk, quien hizo que la Baronesa fuera tratada como una más dentro de los círculos del jazz, y no como una simple fan. Nica así centraría su vida en sus compañeros músicos, especialmente en la de su estimado Thelonious Monk. Fue una ardiente promotora de su obra en los Estados Unidos, escribiendo las notas del álbum de Monk Criss-Cross (1962) de Columbia. Hannah Rothschild ha sugerido que parte del vínculo que unió a Nica con Monk fue la similitud de los síntomas de la enfermedad mental de éste con los que sufriera el padre de Nica, Charles, quien se suicidó a raíz de ello en 1923.
A través de Monk, Pannonica conoció a muchos otros músicos de jazz, de los que se hizo muy amiga y a los que ayudó de la misma manera, pasando a formar parte de su círculo íntimo más que muchas otras personas. Uno de ellos, Charlie Parker, acudió a la suite que la Baronesa ocupaba en el Hotel Stanhope porque no se encontraba muy bien, y tres días después, el 12 de marzo de 1955, murió repentinamente mientras veía la televisión. (Ella afirmó haber escuchado un trueno cuando la vida lo abandonó - un sonido que desde entonces ha pasado al folclore del jazz). El escándalo mediático que se produjo fue enorme: Nica fue expulsada del hotel y, al año siguiente, Jules le pidió el divorcio, obteniendo también la custodia de los tres hijos menores de la pareja. También fue desheredada oficialmente de su familia, aunque mantuvo el contacto con sus hermanos.
Otro suceso sensacional ocurrió en 1958, cuando llevaba a Thelonious Monk a una velada en New Castle. Los dos se detuvieron en un motel para ir al baño; todavía era inusual en Delaware en la época ver a una mujer blanca en compañía de un hombre negro, y su presencia atrajo la atención de la policía y acabó provocando una pelea, durante la cual Monk fue golpeado; la policía revisó el coche de Nica, encontrando marihuana. Creyendo que Monk estaba demasiado débil para sobrevivir a la prisión, Nica asumió la culpa de ello. Pannonica pasó unas cuantas noches en la cárcel, pero se enfrentaba a una posible condena de diez años de prisión seguida de la expulsión de Estados Unidos. Tras una batalla legal de dos años que fue financiada por su familia, el caso fue desestimado en un tribunal de apelación por un tecnicismo burocrático, gracias a su abogado, que alegó que los policías habían registrado su coche sin su consentimiento. Cuando fue puesta en libertad buscó implicarse más a fondo en la actividad artística de Monk.
Fue una visitante habitual de muchos de los clubes de jazz de Nueva York, como el Five Spot Café, Village Vanguard, Birdland y Small's. En 1957, compró un nuevo piano para el Five Spot pues pensaba que el existente no era lo suficientemente bueno para las actuaciones de Monk allí.: 196 Durante la década de los 50, la Federación Americana de Músicos le concedió una licencia como mánager. Entre sus clientes estuvieron Horace Silver, Hank Mobley, Sir Charles Thompson y The Jazz Messengers.: 186 
Después de que Monk pusiera fin a sus actuaciones públicas a mediados de la década de 1970, se retiró a la casa de Koenigswarter en Weehawken, Nueva Jersey, donde murió en 1982.
Nica utilizó su riqueza para pagar los funerales y los entierros de varios amigos músicos de jazz, como Bud Powell, Sonny Clark y Coleman Hawkins.: 215 

## Últimos años y muerte
En sus últimos años, la baronesa contribuyó a la supervivencia del Jazz Cultural Theatre de Barry Harris. En los años 80 también pasó varias semanas en Israel, donde su hija Janka se había ido a vivir, y plantó un árbol en memoria de Monk en el Bosque de la Paz de Jerusalén.
Hacia 1984, logró superar un cáncer y una hepatitis. En noviembre de 1988 Nica ingresó en el Columbia-Presbyterian Medical Center de Nueva York para someterse a una operación de corazón, poco antes de cumplir 75 años. Se esperaba que se recuperase del todo, pero su cuerpo, debilitado por la edad, la hepatitis, varios accidentes de automóvil y el rebrote del cáncer, no pudo soportarlo. Nica murió el 30 de noviembre de 1988, a los 74 años, de un paro cardiaco. En un servicio fúnebre en la "iglesia del jazz," la Iglesia de San Pedro (Nueva York), una banda dirigida por Barry Harris entonó sus canciones favoritas, junto con bailarines de claqué. De acuerdo con su última voluntad, fue incinerada y sus cenizas esparcidas en el río Hudson a medianoche con la música de Round Midnight de Monk sonando.

## Legado
Existen numerosas composiciones en su honor:: 253 
- "Nica's tempo" de Gigi Gryce
- "Nica" de Sonny Clark
- "Nica's dream" de Horace Silver
- "For Nica" de Kenny Dorham
- "Blues for Nica" de Kenny Drew
- "Nica Steps Out" de Freddie Redd
- "Nica" de Barry Harris
- "Pannonica" de Thelonious Monk

La banda de rock de San Francisco Oxbow lanzó una grabación titulada "Pannonica" (no relacionada con la composición de Thelonious Monk) con reediciones de su álbum de 1991 llamado “King of the Jews.” Un famoso club de jazz de Nantes (Francia) se llama "Le Pannonica".

### Curiosidades
Gracias a Pannonica, en 1983, un año después de la muerte de Monk la calle 63 de Nueva York, fue bautizada como Thelonious Sphere Monk Circle.

### Literatura
De Koenigswarter (Nica) aparece de forma destacada en "El perseguidor", un relato de cien páginas de Julio Cortázar en el libro Las armas secretas (1959). "El perseguidor" es un homenaje a Charlie Parker.
Entre 1961 y 1966, de Koenigswarter tomó una gran cantidad de fotos Polaroid de músicos, que tenían principalmente un carácter documental cotidiano y que representaban en su mayoría situaciones privadas y raramente públicas. Al mismo tiempo, entre 1961 y 1966, preguntó a unos 300 músicos de jazz por sus tres deseos más grandes. Ya entonces tenía la intención de publicar un libro con las fotos y las respuestas, pero ningún editor mostró interés, por lo que la idea solo se hizo realidad a título póstumo, en octubre de 2006, cuando la compañía francesa Buchet Chastel publicó el libro de Nica con el título Les Musiciens de jazz et leurs trois vœux ("Los músicos de jazz y sus tres deseos"). El libro fue editado para su publicación por Nadine de Koenigswarter, a quien Nica siempre presentó ante la gente como su nieta, pero que en realidad era su sobrina nieta. Una versión en idioma inglés ha aparecido en edición de bolsillo como Three Wishes: An Intimate Look at Jazz Greats. Sus fotografías se exhibieron en 2007 en el festival Rencontres d'Arles (Francia).

### Representación en los medios de comunicación

#### Cine
Nica fue interpretada por Diane Salinger en la película biográfica de Clint Eastwood “Bird” (1988), sobre la vida de Charlie Parker. El estreno de esta película fue la última aparición pública de Nica. En el documental producido por Eastwood Thelonious Monk: Straight No Chaser (1988), Pannonica aparece en imágenes de archivo y en una entrevista.: 170–172 

#### Televisión
En abril de 2009, una retrospectiva televisiva titulado “The Jazz Baroness” escrita y dirigida por su sobrina nieta Hannah Rothschild, fue transmitida por el canal de televisión de la BBC Four. Se repitió el 19 de febrero de 2012. Fue transmitido en los EE.UU por HBO el 25 de noviembre de 2009. Rothschild también ha escrito la biografía que se detalla a continuación. 

#### Biografías
Son varias las biografías que se han escrito sobre Pannonica. Entre ellas: 
- Hannah Rothschild, The Baroness: The Search for Nica the Rebellious Rothschild, London: Virago, 2012. ISBN 978-1-84408-603-0
- David Kastin, Nica's Dream: The Life and Legend of the Jazz Baroness, New York: Norton, 2011. ISBN 978-0-393-06940-2

### Citas
“La razón de que fracasara mi matrimonio fue que a mi marido no le gustaba la música de los tambores y que me rompía los discos si yo llegaba tarde a cenar, y yo llegaba tarde a menudo”.
“El mensaje que me llegó fue que yo pertenecía al sitio del que procedía aquella música. Tenía que hacer algo. Debía tener algún tipo de implicación en aquella música. Era un mensaje muy claro, aquello no tardó mucho en ocurrir: corté por lo sano con todo. Fue una llamada de verdad. Algo muy extraño.” Sobre la obra “Black Brown and Bage” de Duke Ellington.
"Recuerda que solo se vive una vez"